# Confédération polono-tchécoslovaque

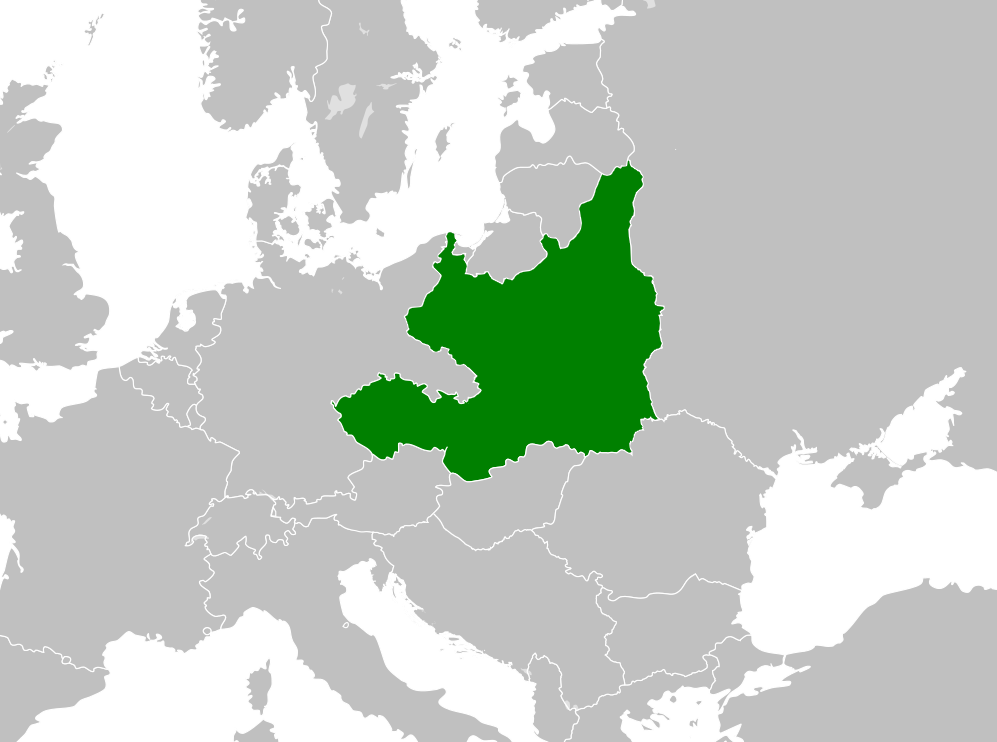
Carte de la confédération tchécoslovacopolonaise.

Le concept de Confédération tchécoslovacopolonaise, ou fédération polono-tchécoslovaque, date de l'époque de la Seconde Guerre mondiale et était soutenu par le gouvernement polonais en exil et, dans une moindre mesure, par le Royaume-Uni et les États-Unis. Il s'agissait d'une revitalisation du concept dit Intermarium, proposant la création d'une fédération basée sur la Pologne et la Tchécoslovaquie. Ce projet rencontre peu de soutien au sein du gouvernement tchécoslovaque en exil, qui pensait ne pas avoir besoin du soutien polonais pour lutter contre l'Union soviétique, et a finalement été coulé par la croissance de la domination soviétique, Joseph Staline ne voulant pas d'une fédération forte et indépendante qui pourrait menacer ses projets pour l’Europe de l’Est.

## Contexte
Peu de temps après la défaite polonaise face à l'invasion allemande, des gouvernements en exil polonais et tchécoslovaque (la Tchécoslovaquie ayant été réduite à un protectorat allemand à la suite des accords de Munich) se formèrent à l'Ouest. Toutefois, et bien qu'ayant un ennemi commun, les relations entre la Tchécoslovaquie et la Pologne étaient loin d'être amicales, ce notamment en raison de l'existence de conflits frontaliers entre la Pologne et la Tchécoslovaquie,. Le gouvernement polonais visait à revitaliser le concept de fédération de Międzymorze et à créer une fédération forte d'États d'Europe centrale et orientale, tournant autour de la Pologne et de la Tchécoslovaquie, pour accroître leur chance de résister à une nouvelle agression allemande et soviétique,. Le gouvernement tchécoslovaque, initialement divisé entre deux groupes (ceux de Milan Hodža et Edvard Beneš), décide de soutenir l'idée, du moins publiquement,.

### Comparaison

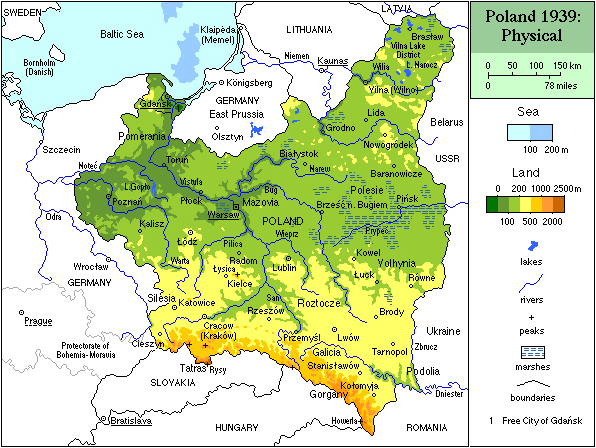
Carte de la Pologne
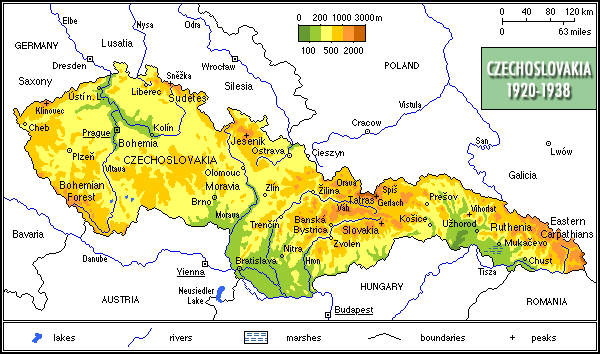
Carte de la Tchécoslovaquie

| Pays            | Superficie (km2) | Population en 1938 | PIB (en millions de $) | PIB (PPA) par habitant (en dollars de 1990) |
| --------------- | ---------------- | ------------------ | ---------------------- | ------------------------------------------- |
| Tchécoslovaquie | +0 000140 800,   | +0014 800 000,     | 30,3                   | 2882                                        |
| Pologne         | +0 000387 000,   | +0034 849 000,     | 76,6                   | 2182                                        |

## Négociations

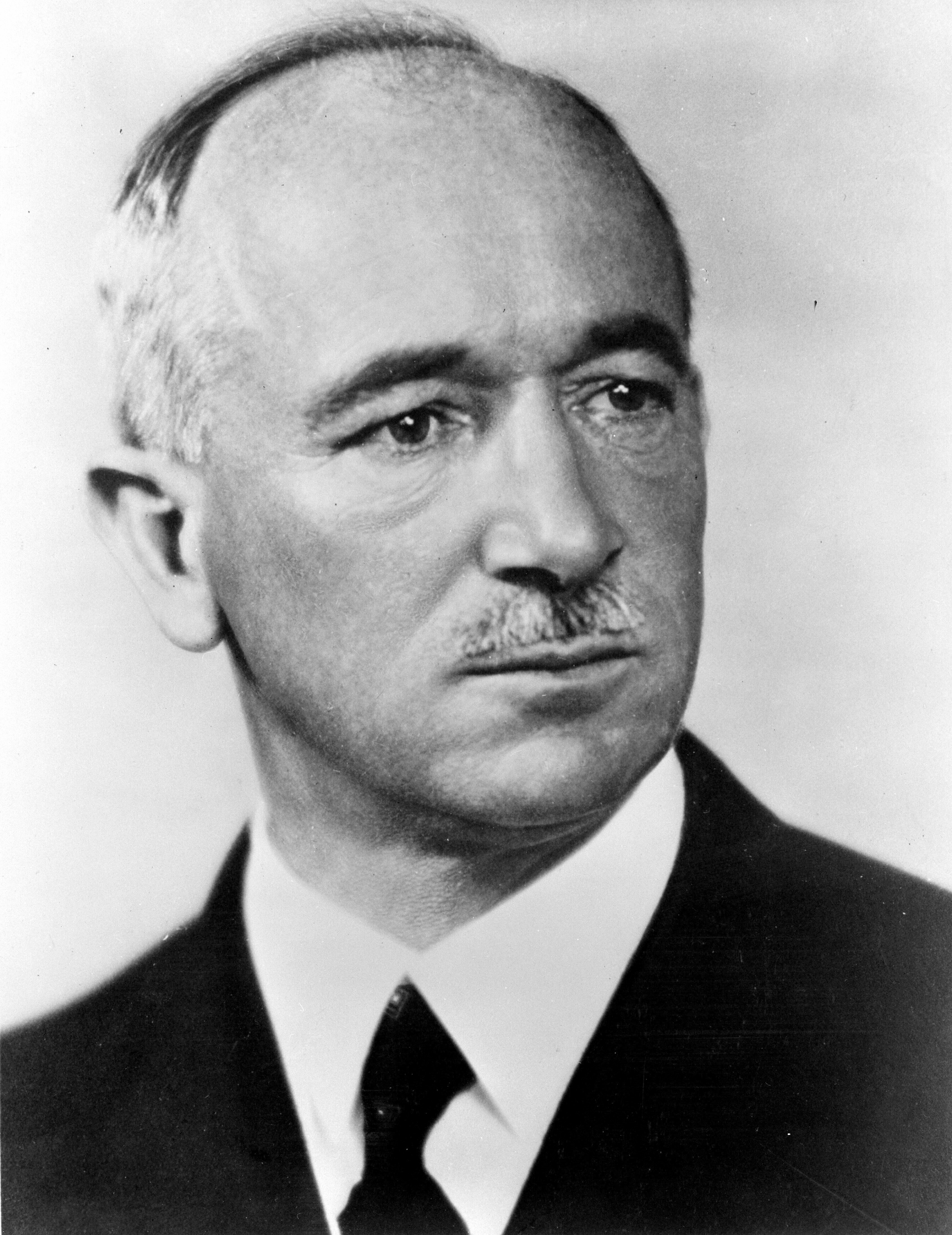
Edvard Beneš, chef du gouvernement tchécoslovaque en exil

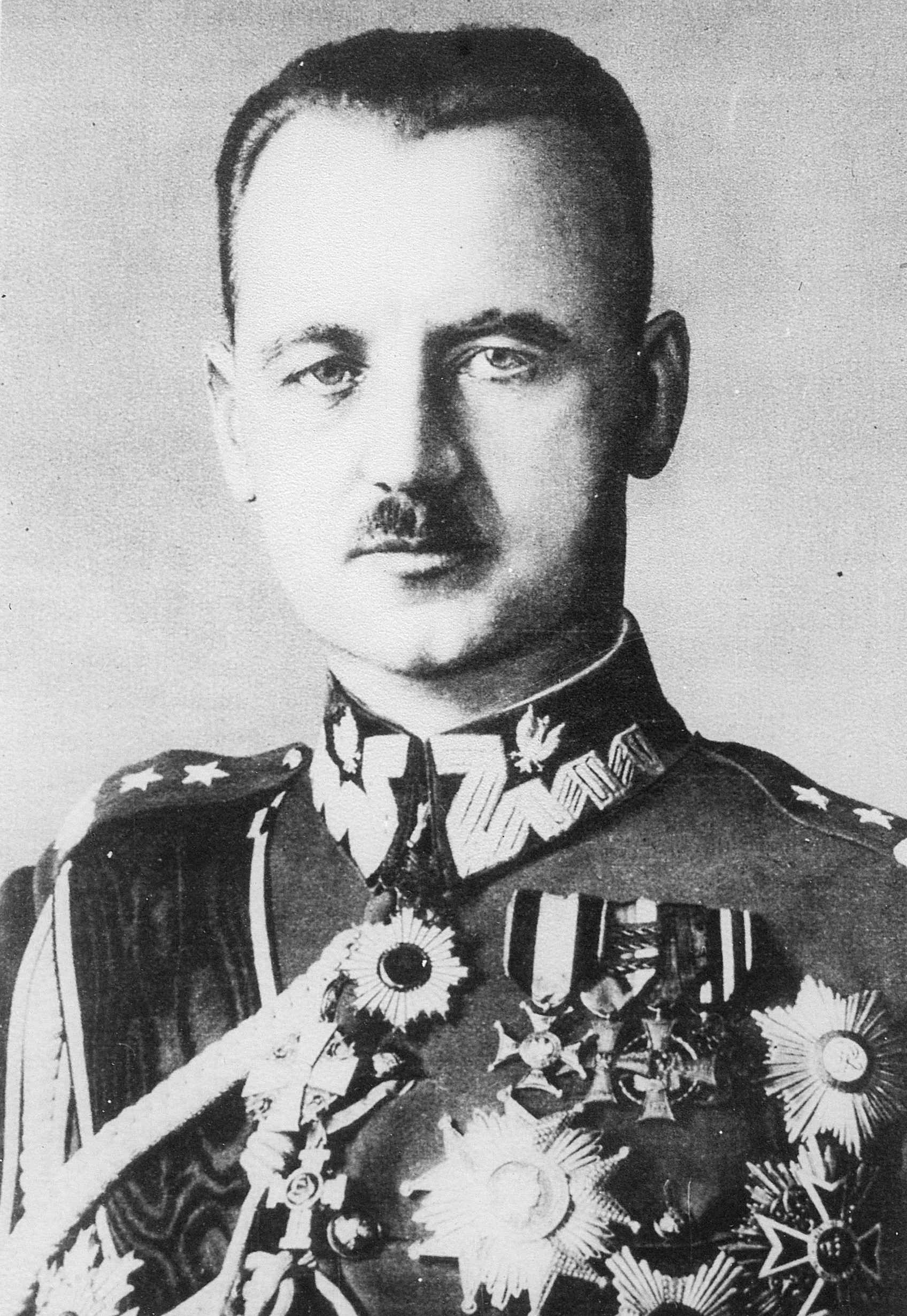
Władysław Sikorski, chef du gouvernement polonais en exil

Les politiciens tchécoslovaques Hodža et Jan Masaryk voulaient tous deux une confédération, Beneš était plus tiède ; son objectif était de garantir que le territoire contesté de Trans-Olza qui était passé à la Pologne à la suite des accords de Munich soit récupéré par la Tchécoslovaquie,, ce qui finit par devenir l'un des principaux sujets de discorde dans les négociations en cours,. Beneš, qui considérait la reconquête du territoire comme un objectif principal, voyait l'Union soviétique, en particulier à la suite de l'invasion soviétique de la Pologne, comme un allié potentiel et comme un contrepoids à la Pologne, et il alignerait progressivement son gouvernement sur le régime soviétique, estimant qu'une alliance avec un pays puissant serait plus bénéfique à la Tchécoslovaquie qu'une fédération avec plusieurs autres puissances mineures,,,. C'était tout à fait contraire à l'attitude polonaise, car le dirigeant polonais de l'époque, Władysław Sikorski, considérait l'Union soviétique comme une menace majeure pour l'ordre européen d'après-guerre,.
Ainsi, lorsque Sikorski approcha Beneš et proposa des discussions sur une future fédération polono-tchécoslovaque en 1939, visant à créer une Pologne et une Tchécoslovaquie d'après-guerre plus fortes, la réponse de Beneš fut au mieux tiède, car il n'était pas intéressé par le renforcement de la Pologne. Il se satisfairait de voir la Tchécoslovaquie rétablie dans ses frontières d’avant 1938.
Néanmoins, Beneš n'a pas rejeté catégoriquement la proposition de Sikorski, car la proposition de fédération a été soutenue par le Royaume-Uni et plus tard par les États-Unis, qui ont également soutenu les projets d'autres fédérations telles que la confédération gréco-yougoslave. Il craignait qu'un refus ouvert ne conduise les Polonais à ouvrir des négociations avec l'opposition tchécoslovaque ou à ce que son gouvernement soit marginalisé par le ministère britannique des Affaires étrangères,,. Beneš décide de poursuivre les négociations avec les Polonais sur la possibilité d'une fédération, mais avec peu de hâte ; en fait, bon nombre des mesures prises par le gouvernement tchécoslovaque visaient à prolonger les négociations sans aucun engagement réel. Les négociations se déroulèrent lentement, avec de nombreuses conférences et des déclarations communes le 11 novembre 1940 (une déclaration des deux gouvernements sur l'entrée dans « une association politique et économique plus étroite »), le 23 janvier 1942 (dans laquelle les deux gouvernements acceptent de former une confédération après la guerre et mentionnent les politiques communes en matière de diplomatie, de défense, de commerce, d'éducation et de communication),,. En janvier 1941, le Comité de coordination tchécoslovaque-polonais est créé pour superviser le processus des négociations.
Certaines premières propositions portaient sur la coopération économique, une politique étrangère unifiée, une union douanière et une monnaie commune, mais sur des bureaux gouvernementaux séparés. Une proposition polonaise de 1941 appelait à la coordination des politiques étrangères et économiques, y compris une unification économique totale. Beneš tente de présenter la fédération potentielle comme un simple outil de défense mutuelle contre l’Allemagne et a fait valoir que l’Union soviétique n’est pas une menace mais bien un allié potentiel. La position tchécoslovaque était si pro-soviétique que le gouvernement Beneš a transmis aux Soviétiques des documents secrets des négociations tchécoslovaques et leur a assuré qu'ils agissaient dans le meilleur intérêt des relations entre la Tchécoslovaquie et l'Union soviétique.
Les Soviétiques considéraient la fédération des États d’Europe centrale et orientale dirigée par la Pologne comme une menace pour leur propre sphère d’influence telle qu'ils l'avaient prévue,,. Ils exercent une pression supplémentaire sur le gouvernement tchécoslovaque, avec des promesses d'alliance et des garanties territoriales,,. À la fin de 1942 et au début de 1943, alors que la position de l'Union soviétique était renforcée par ses victoires militaires, la coopération tchécoslovaque-soviétique devint beaucoup plus forte ; le 12 novembre 1942, la partie tchécoslovaque suspend les négociations avec les Polonais jusqu'à ce que l'autorisation de l'Union soviétique de les poursuivre soit obtenue ; et, le 10 février 1943, le diplomate tchécoslovaque Hubert Ripka informa le gouvernement polonais qu'aucun accord pouvant être considéré comme antagoniste à l'égard de l'Union soviétique ne saurait être soutenu par le gouvernement tchécoslovaque,. Ce fut là un coup dur pour les négociations polono-tchécoslovaques.

## Conséquences
Peu de temps après, la Pologne et l'Union soviétique rompent leurs relations diplomatiques à cause de la découverte du massacre de Katyń,,. Beneš, quant à lui, se concentrait sur la recherche d’une alliance tchécoslovaco-soviétique,,. La mort de Sikorski cette année-là est un autre coup dur pour le projet de fédération, ce dernier étant le principal partisan du projet sur la scène internationale. En décembre 1943, un nouveau traité d'alliance (de 20 ans) est signé entre le gouvernement tchécoslovaque en exil et l'Union soviétique à Moscou, et un traité de coopération militaire entre les deux est signé à son tour au printemps suivant.
Le soutien de Beneš à l'Union soviétique est allé si loin que lors de sa visite aux États-Unis en 1943, ce dernier affirme que l'Union soviétique ne constituerait jamais une menace ni pour la Tchécoslovaquie ni pour la Pologne. Beneš considérait probablement la menace de perte d'identité pour la Tchécoslovaquie et le peuple tchécoslovaque au sein d'une fédération avec la Pologne comme plus probable que la menace d'un conflit ou d'une prise de pouvoir par l'Union soviétique, qu'il percevait comme un allié bienveillant,,,. En fin de compte, le projet de fédération polonaise a échoué ; au lieu de cela, la victoire à court terme sur la scène géopolitique de l’Europe centrale et orientale est revenue à Beneš, et à long terme, elle est revenue à ses alliés soviétiques.
La Tchécoslovaquie retrouverait la majeure partie du territoire contesté de Trans-Olza, mais en 1948, elle et la Pologne n'auraient plus qu'une indépendance nominale, car elles tomberaient toutes deux aux mains des communistes et feraient partie de la sphère d'influence soviétique. Beneš est décédé en 1948, peu après que les communistes aient pris le pouvoir lors du coup d'État tchécoslovaque de 1948 et l'aient forcé à se retirer de la politique.

## Voir également
- Union de la Bulgarie et de la Roumanie
- Union franco-britannique
- Confédération gréco-yougoslave
- Union de la Hongrie et de la Roumanie
- Liste de projets de fusion d'États

## Lectures complémentaires
- Konfederacja polsko-czechosłowacka : dokumenty (confédération polono-tchécoslovaque - documents). Wandycz, Piotr. Zeszyty Historyczne, 116, 1996, p. 186-90.
- Piotr Stefan Wandycz, Czechoslovak-Polish Confederation and the Great Powers, 1940-43, Indiana University, 1956 (ISBN 9780608136530, lire en ligne)